# Dincani, Argeș
Dincani este un sat în comuna Vedea din județul Argeș, Muntenia, România.